# Terre-papier

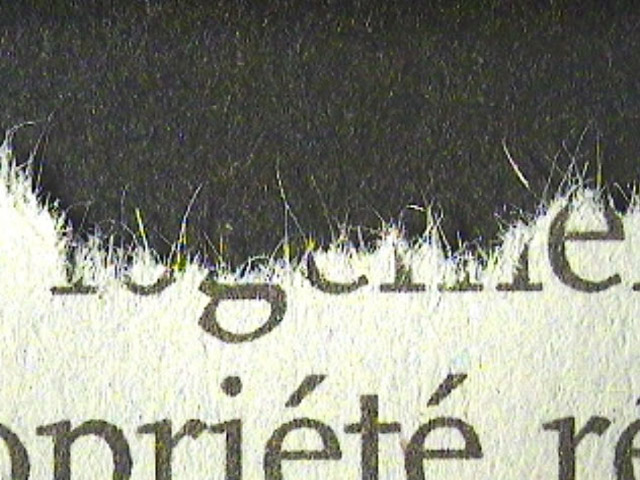
Les fibres agglomérées d'un papier journal se séparent au déchirement.

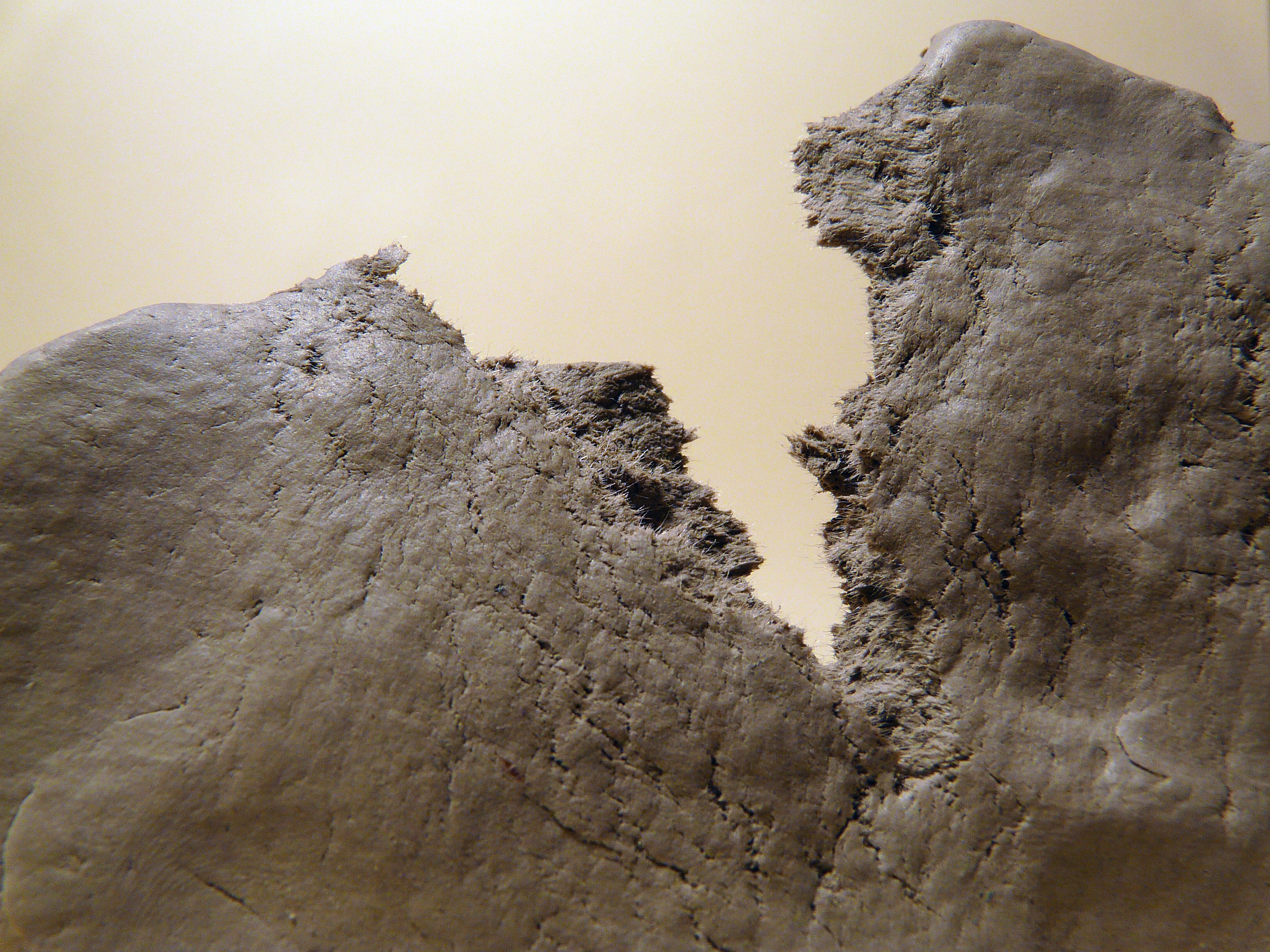
La terre-papier dévoile les fibres.

La terre-papier est faite d'un mélange d’argile, de fibres issues du papier et d’eau. L'argile peut être une terre à faïence, du grès ou de la porcelaine. 
Ajoutées à une masse d'argile, les fibres de cellulose apportent de la cohésion et facilitent la mise en forme.
Utilisée comme matériau de création, la terre-papier sèche ne nécessite pas de cuisson.
Utilisée par le céramiste, la possibilité d'une cuisson unique présente un gain de temps et d'énergie.

## Nomenclature
La terre-papier est connue dans le monde anglophone sous l’appellation paperclay et paper clay. En français, la terre-papier est parfois appelée argile cellulosique, argile cellulose ou encore argile papier. Elle fait partie de la famille des argiles fibrées comportant des fibres d’origine végétales, minérales et synthétiques.

## Préparation
Une terre-papier de modelage contient environ 3 % de fibres, elle est préparée à partir de 30 g de papier et d'1 kg d'argile sèche:
1. Le papier est tout d'abord trempé puis défibré dans un seau rempli d'eau.
2. L'argile sèche est recouverte d'eau puis homogénéisée pour former une barbotine.
3. Les fibres du papier sont égouttées puis mélangées à la barbotine d'argile.
4. L'excédent d'eau est éliminé sur une surface absorbante comme un carreau de plâtre.

Les terres-papier prêtes à l'emploi se trouvent auprès des revendeurs en produits céramiques.

## Utilisation

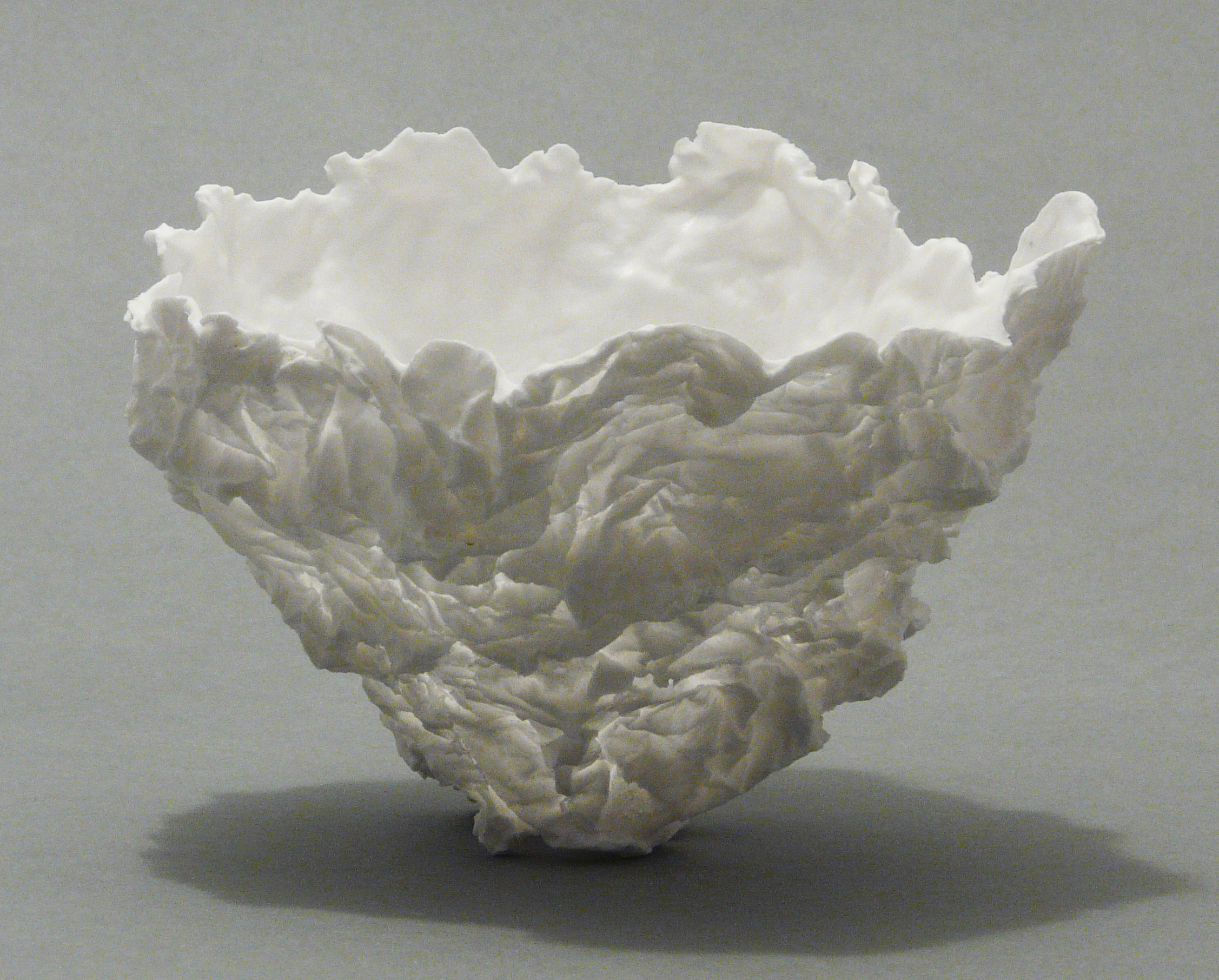
Une coupelle en porcelaine réalisée à partir de terre-papier.

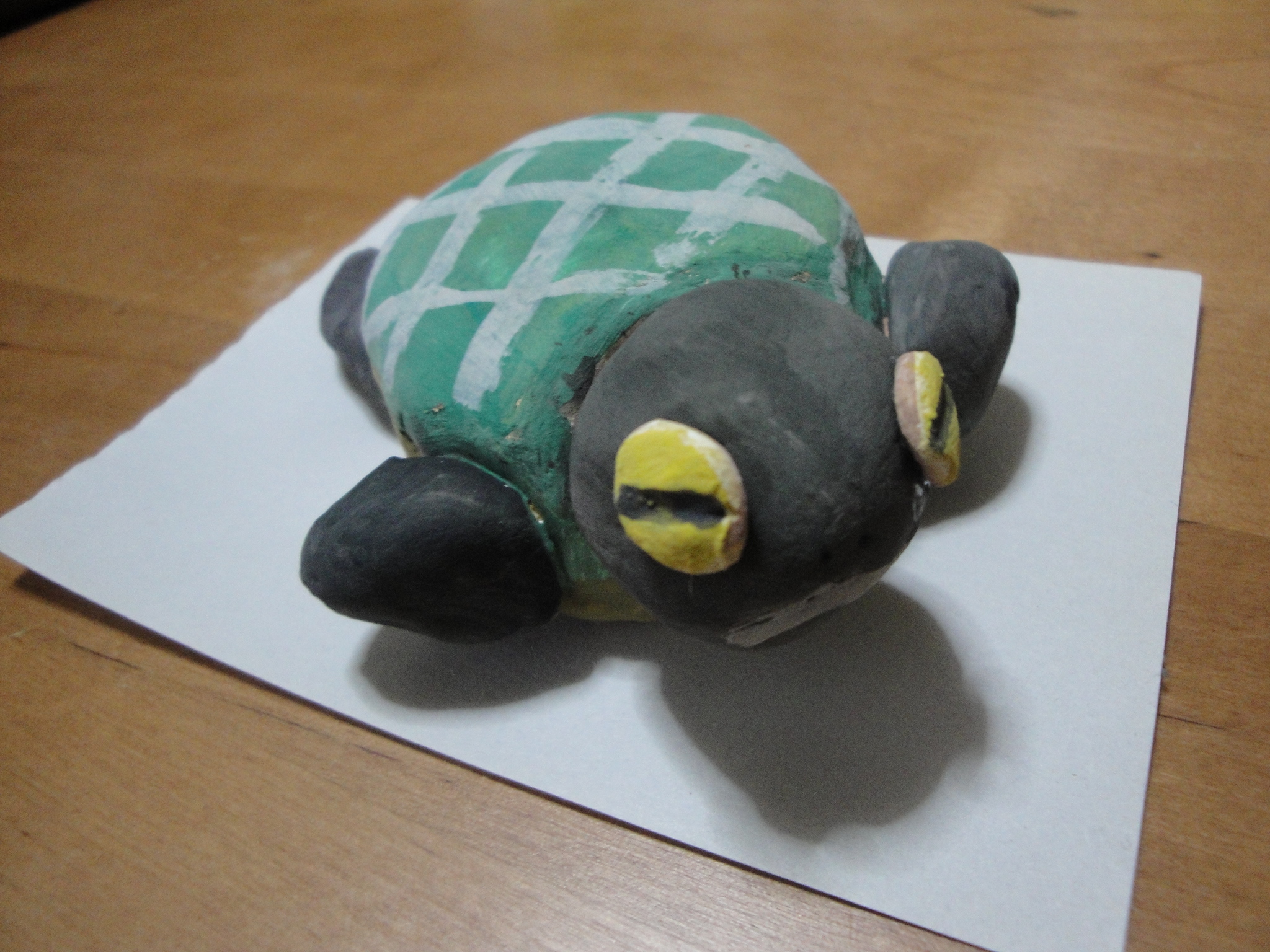
Une tortue en terre-papier.

La terre-papier est un matériau de création pour les arts plastiques, la décoration et la céramique. 
Les fibres apportent de la cohésion, d’une part à l’argile humide lors de la mise en forme (tressage, drapés…), d’autre part à l’argile sèche qui perd sa friabilité. La terre-papier se conserve ainsi sans cuisson. La mise en forme est facilitée par la possibilité d’assemblage d’éléments secs. Les échanges d’eau sont rapides que ce soit pour un raffermissement de la matière sous l’effet de la chaleur ou pour un ramollissement par simple contact avec l'eau. La résistance à la contraction du séchage limite la formation de fissures et permet un travail sur armature ou support. La terre-papier facilite grandement la création de pièces complexes avec des épaisseurs de parois fines et/ou épaisses.
La terre-papier, tout comme le torchis (mélange d’argile, de sable, de fragments de végétaux et d’eau) sert à l’élaboration de cloisons dans le bâtiment. Elle devient matériau de recouvrement sur toute surface poreuse et peut recevoir des pigments, des peintures et des patines.
Le céramiste procède à la cuisson de la terre-papier à une température analogue à celle de l’argile de base utilisée. Les fibres se consument à la cuisson et laissent une structure micro-poreuse qui résiste aux chocs thermiques permettant les cuissons rapides, primitives ou raku. La mono-cuisson est une alternative pour la terre-papier qui  peut être émaillée sans cuisson de biscuit préalable. Toutes les techniques de décoration céramique sont applicables à la terre-papier.